# Gacek kanaryjski
Gacek kanaryjski (Plecotus teneriffae) – gatunek ssaka z podrodziny mroczków (Vespertilioninae) w obrębie rodziny mroczkowatych (Vespertilionidae). Endemit Wysp Kanaryjskich, krytycznie zagrożony wyginięciem.

## Taksonomia
Gatunek po raz pierwszy zgodnie z zasadami nazewnictwa binominalnego opisał w 1907 roku brytyjski teriolog Gerald Edwin Hamilton Barrett-Hamilton, nadając mu nazwę Plecotus teneriffae. Holotyp pochodził z La Orotavy, na Teneryfie, na Wyspach Kanaryjskich.
We wcześniejszych ujęciach systematycznych Plecotus teneriffae umieszczany był w P. auritus lub P. austriacus, ale został wyodrębniony do rangi gatunku na podstawie morfologii. Na Wyspach Kanaryjskich nie stwierdzono żadnych istotnych różnic genetycznych. Istnieją populacje Plecotus wzdłuż rzeki Senegal w Senegalu i na Wyspach Zielonego Przylądka, które uważano za spokrewnione z P. teneriffae, ale prawdopodobnie są to odrębne gatunki i nie są uwzględnione w żadnym obecnie uznawanym gatunku. Autorzy Illustrated Checklist of the Mammals of the World uznają ten gatunek za monotypowy.

### Etymologia
- Plecotus: gr. πλεκω plekō „owijać, skręcać”; ους ous, ωτος ōtos „ucho”[7].
- teneriffae: Teneryfa, Wyspy Kanaryjskie[8].

## Zasięg występowania
Gacek kanaryjski występuje na Wyspach Kanaryjskich, na wyspach Teneryfa, La Palma i El Hierro; prawdopodobnie również na wyspie La Gomera.

## Morfologia
Długość ciała (bez ogona) 45–55 mm, długość ogona 44–52 mm, długość ucha 33–40 mm, długość przedramienia 40,1–46 mm; brak danych dotyczących masy ciała. Samice są zwykle większe niż samce. Wzór zębowy: I {\displaystyle {\tfrac {2}{3}}} C {\displaystyle {\tfrac {1}{1}}} P {\displaystyle {\tfrac {2}{3}}} M {\displaystyle {\tfrac {3}{3}}} = 36.

## Ekologia
Lasy klimatu umiarkowanego, podzwrotnikowe albo tropikalne suche zarośla, śródziemnomorska roślinność krzewiasta, trawiasty obszar w klimacie umiarkowanym, obszary skaliste, jaskinie, podziemne siedliska (inne niż jaskinie) i pastwiska. Gatunkowi grozi utrata siedliska.